# Соколовка (Березнеговатский район)
Соколовка (укр. Соколівка) — село в Березнеговатском районе Николаевской области Украины.
Основано в 1903 году. Население по переписи 2001 года составляло 27 человек. Почтовый индекс — 56232. Телефонный код — 5168. Занимает площадь 0,138 км².

## Местный совет
56232, Николаевская обл., Березнеговатский р-н, с. Калуга, ул. Капитана Виноградова, 9